# Романкевич, Евгений Александрович
Евгений Александрович Романкевич (род. 20 марта 1931) — советский и российский учёный-геохимик, океанолог, заслуженный деятель науки Российской Федерации (1998), лауреат премии имени С. О. Макарова (2005).

## Биография
В 1954 году окончил геологический факультет МГУ, после чего была аспирантура Института океанологии, где в дальнейшем и работает.
В 1959 году защитил кандидатскую диссертацию, тема: «Органическое вещество в донных осадках Тихого океана». В 1976 году защитил докторскую диссертацию «Геохимия органического вещества в океане».
С 1979 по 2005 годы — заведующий Лабораторией химии океана, с 2005 года — главный научный сотрудник Лаборатории химии океана.
В 1985 году присвоено учёное звание профессора. Действительный член РАЕН (1991).

## Научная деятельность
Специалист в области химии океана, системного изучения круговоротов веществ в биосфере, оценки состояния океанической среды.
Основные исследования посвящены изучению состава органического вещества в гидросфере, раскрытию роли органических соединений в биогеохимических процессах, выявлению законов накопления и трансформации органических веществ в литогенезе, анализу особенностей и параметров региональных и глобальных круговоротов (циклов) углерода во всех формах его существования (раствор, коллоиды, взвеси, донные осадки, планктон, бентос, аэрозоли).
Основатель научной школы, которая изучают влияние жизни на геохимические процессы, разрабатывают методологию системного изучения природных и загрязненных акваторий, методы органической и коллоидной химии.
В настоящее время Лаборатория ведет фундаментальные исследования цикла углерода и связанных с ним химических элементов, экологические, природоохранные и прикладные исследования воды, осадков, аэрозолей, разрабатывает проблемы новообразования и генезиса органических соединений в системе литосфера-океан.
Развил новое направление в океанологии — органическую геохимию и биогеохимию Мирового океана, разработал её основы и концепции, рассмотрел роль органического вещества в геохимических процессах, протекающих в Мировом океане, развил учение о пограничных зонах в формировании химического состава океана, рассчитал кларки элементного и группового состава живого вещества суши, океана и биосферы Земли в целом, получил количественные оценки концентрационной функции живого и неживого органического вещества в отношении углерода, азота, фосфора и ряда микроэлементов.
В области органической геохимии и оценки перспектив нефтегазоносности океана впервые была решена важная биогеохимическая проблема — прослежена на количественном уровне судьба всех основных биогеохимических классов соединений от живого вещества (планктон, бентос) до осадков на дне морей и океанов.
На базе новых аналитических данных получено численное выражение для закона циркумконтинентальной локализации масс органического вещества в океане.
В области биогеохимии были пересмотрены по новым накопленным за 60 лет данным кларки 58 химических элементов растений и животных океана, которые необходимы для оценки фонового состояния среды и выявления степени её антропогенных нарушений.
Принимал участие в 23-х рейсах Института во все части Мирового океана от Антарктики до Арктики.
В настоящее время ведет работы по совершенствованию методологии и методов системного изучения океанических процессов, изучению потоков и баланса веществ в Мировом океане, в том числе в Северном Ледовитом океане. Большое внимание уделяется выявлению генезиса органического вещества в гидротермальных системах (биосинтез, термокаталитический, абиогенный синтез).
Руководитель научной школы «Органическая химия и биогеохимия океана».
Под его руководством защищено более 10 кандидатских и 6 докторских диссертаций.
Автор более 270 научных работ и 10 монографий.

## Награды
- Премия имени С. О. Макарова (2005) — за монографии «Цикл углерода в арктических морях России» и «Carbon cycle in the Arctic seas»
- Заслуженный деятель науки Российской Федерации (1998)